# Selha e Rocosèls
Selha e Rocosèls (en francès Ceilhes-et-Rocozels) és un municipi occità del Llenguadoc, situat al departament de l'Erau, a la regió d'Occitània.

## Demografia

Població 1962-2008